# Silver Lining
Silver Lining è il quattordicesimo album discografico in studio della cantante statunitense Bonnie Raitt, pubblicato nell'aprile del 2002.

## Tracce
1. Fool's Game – 4:08 (Jon Cleary)
2. I Can't Help You Now – 3:13 (Gordon Kennedy, Wayne Kirkpatrick, Tommy Sims)
3. Silver Lining – 6:19 (David Gray)
4. Time of Our Lives – 4:00 (Teron Beal, Tommy Sims)
5. Gnawin' on It – 4:44 (Bonnie Raitt, Roy Rogers)
6. Monkey Business – 3:36 (Jon Cleary)
7. Wherever You May Be – 5:31 (Alan Darby, Gavin Hodgson)
8. Valley of Pain – 4:27 (Rob Mathes, Allen Shamblin)
9. Hear Me Lord – 5:09 (Oliver Tuku Mtukudzi)
10. No Gettin' Over You – 4:45 (Bonnie Raitt)
11. Back Around – 5:15 (Habib Koité, Bonnie Raitt)
12. Wounded Heart – 4:13 (Jude Johnstone)

Durata totale: 55:20

## Formazione
- Bonnie Raitt - voce, chitarra elettrica, slide guitar, cori (brano: Fool's Game), organo Hammond (brano: Silver Lining)
- James Hutch Hutchinson - basso (brano: Back Around)
- Ricky Fataar - batteria, percussioni, cori (brano: Hear Me Lord)
- George Marinelli - chitarra elettrica, chitarra acustica, cori (brani: Silver Lining, Hear Me Lord), mandolino (brano: No Gettin' Over You)
- Jon Cleary - tastiera, pianoforte, Fender Rhodes, organo Hammond B3, clavinet, sintetizzatore, cori (brani: Monkey Business, Fool's Game, I Can't Help You Now e Hear Me Lord)
- Mitchell Froom - sintetizzatore (brani: I Can't Help You Now, Wherever You May Be), organo Hammond (brani: Wherever You May Be, Silver Lining, Wounded Heart, Valley of Pain), pianoforte (brani: Silver Lining, Time of Our Lives)
- Roy Rogers - slide guitar (brano: Gnawin' on It)
- Habib Koite - chitarra (brano: Back Around)
- Tommy Sims - chitarra elettrica (brano: Time of Our Lives)
- Gary Gold - basso (brano: Gnawin' on It), batteria (brani: I Can't Help You Now, Silver Lining, Time of Our Lives e Wherever You May Be)
- Freebo - tuba (brano: No Gettin' Over You)
- Benmont Tench - pianoforte (brano: Wounded Heart)
- Andy Abad - chitarra solista (brano: Hear Me Lord)
- Alex Acuña - congas, tamburello (brano: Hear Me Lord)
- Pete Thomas - percussioni (brano: Valley of Pain)
- Andy Scheps - batteria (brano: I Can't Help You Now)
- Souleymane Ann (membro di Bamada, gruppo di Habib Koite) - calabash (brano: Back Around)
- Keletigui Diabate (membro di Bamada, gruppo di Habib Koite) - balafon (brano: Back Around)
- Nahamadou Koné (membro di Bamada, gruppo di Habib Koite) - tamburello basco (brano: Back Around)
- Steve Berlin - sassofono baritono (brani: Gnawin' on It e Monkey Business)
- Tommy Sims - cori (brani: I Can't Help You Now, Time of Our Lives e Hear Me Lord)
- Bernard Fowler - cori (brani: I Can't Help You Now e Time of Our Lives)
- Arnold McCuller, Fred White - cori (brano: Wherever You May Be)

Note aggiuntive:
- Bonnie Raitt, Mitchell Froom e Tchad Blake - produttori
- Registrazioni effettuate al The Sound Factory di Hollywood, California nel 2001
- Tchad Blake - ingegnere della registrazione e del mixaggio
- Jacquie Blake - assistente ingegnere della registrazione, attrezzature
- John Paterno - ingegnere della registrazione (solo brano: Back Around)
- Craig Conrad - assistente ingegnere della registrazione (solo brano: Back Around)
- sovraincisioni aggiunte nel brano: I Can't Help You Now registrate da John Paterno, assistito da Craig Conrad
- brano: I Can't Help You Now mixato da Tchad Blake al Real World Studios di Wiltshire, Inghilterra
- Claire Lewis - assistente al mixaggio (brano: I Can't Help You Now)
- Tom Corwin - assistente alla pre-produzione ed agli ingegneri del suono
- Kathy Kane - coordinatrice alla produzione
- Masterizzazione di Bob Ludwig effettuata al Gateway Mastering di Portland, Oregon